# El passatger de la pluja
El passatger de la pluja (títol original en francès: Le passager de la pluie) és un una pel·lícula policíaca francesa dirigida per René Clément, estrenada el 1970.
Produïda per Serge Silberman, amb un guió original de Sébastien Japrisot, el film té com a protagonistes Charles Bronson, Marlène Jobert i Annie Cordy. Ha estat doblada al català.

## Argument
Mèlie és la jove esposa de Tony, un pilot d'aviació civil ordinàriament absent de la llar. La seva casa és fora de la ciutat, vora del mar. Un vespre, és atacada a casa seva i és violada per un desconegut. Aconsegueix matar-lo i després es desfà del cos. Però l'endemà sorgeix un personatge misteriós: un anomenat Harry Dobbs, americà, que s'introdueix també a la casa i s'interessa molt pel tema, del qual sembla saber-ho tot o gairebé. Intenta assetjar Mèlie, plantejant-li preguntes que no comprèn. Al mateix temps, la policia també investiga. L'heroïna és entre aquests dos perills. Aïllada en absència del seu espòs que, a més, sembla vinculat al tema, intenta resistir, abans de finalment acceptar el joc estrany que li imposa el segon intrús, però sempre sense comprendre el que intenta obtenir.

## Repartiment
- Marlène Jobert: Mélancolie Mau
- Charles Bronson: Harry Dobbs
- Annie Cordy: Juliette
- Jill Ireland: Nicole
- Ellen Bahl: Madeleine Legauff
- Steve Eckhardt: Oficial estatunidenc
- Jean Gaven: Inspector Toussaint
- Marika Green: Hostessa de Tania
- Corinne Marchand: Tania
- Marc Mazza: el passager McGuffin
- Marcel Pérès: Patró de l'estació
- Jean Piat: M. Armand
- Gabriele Tinti: Tony Mau

## Al voltant de la pel·lícula
- El nom de McGuffin fet referència a Alfred Hitchcock, que utilitzava l'expressió per designar un aspecte dramàtic sense importància però qui motivava tota l'acció de la pel·lícula.
- La pel·lícula havia de ser rodada en un principi per Eddy Matalon.
- Marlène Jobert s'ha casat amb el germà de Marika Green.
- Harry Dobbs és igualment el nom del principal protagonista d'un episodi de La Cinquena Dimensió

## Premis i nominacions

### Premis
- 1970: Premi David di Donatello al millor paper femení per Marlène Jobert
- 1971: Globus d'Or a la millor pel·lícula estrangera

### Nominacions
- 1971: Laurel Awards a la millor pel·lícula
- 1971: Premi Edgar-Allan-Poe